# Satellite Awards 2009

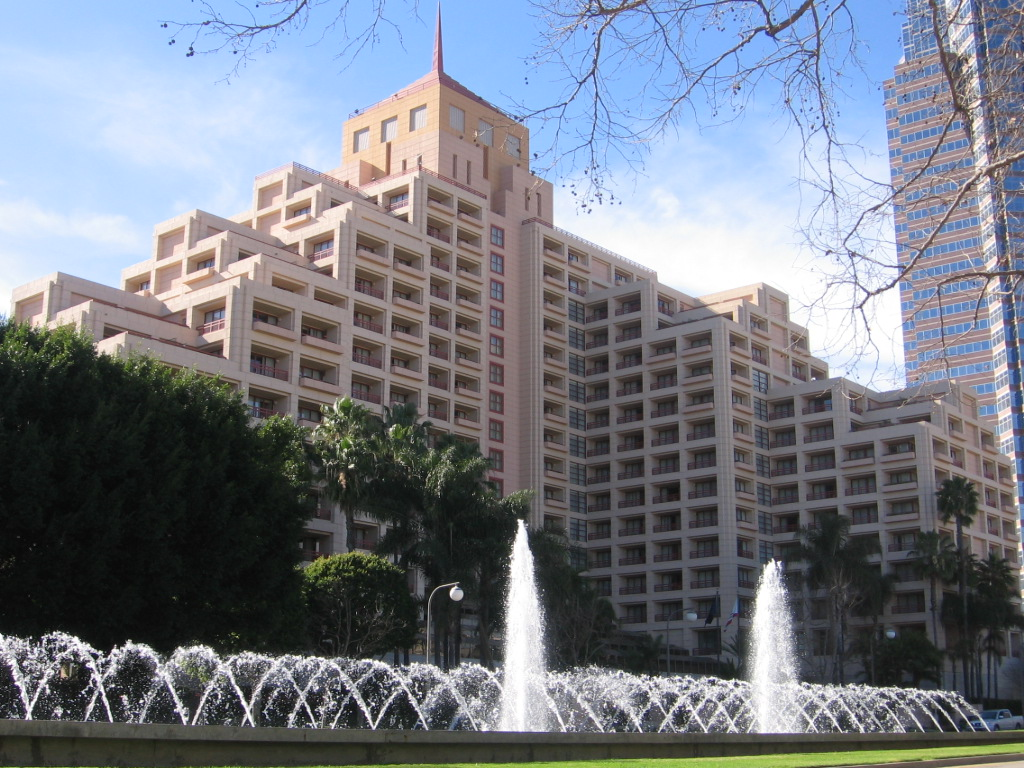
InterContinental Hotel in Los Angeles

Die 14. Verleihung der Satellite Awards, welche die International Press Academy (IPA) jedes Jahr in verschiedenen Film- und Medienkategorien vergibt, fand am Sonntag, den 20. Dezember 2009, im InterContinental Hotel in Los Angeles statt. Die Nominierungen wurden am 30. November 2009 bekannt gegeben. Bei den 14. Satellite Awards wurden Filme und Serien des Jahres 2009 geehrt.

## Sonderauszeichnungen
- Auteur Award (für eine einzigartige Kontrolle über die Filmproduktionselemente) – Roger Corman
- Mary Pickford Award (für herausragende Beiträge zur Entertainment-Branche) – Michael York
- Tesla Award (für innovative Leistungen in der Filmproduktion) – Roger Deakins

## Gewinner und Nominierte im Bereich Film
| Film                                 | N  | A |
| ------------------------------------ | -- | - |
| Nine                                 | 10 | 2 |
| Red Cliff                            | 7  | 0 |
| Tödliches Kommando – The Hurt Locker | 5  | 4 |
| Precious – Das Leben ist kostbar     | 5  | 2 |
| Up in the Air                        | 5  | 1 |
| An Education                         | 5  | 0 |
| 2012                                 | 4  | 2 |
| Das Kabinett des Doktor Parnassus    | 4  | 1 |
| A Serious Man                        | 4  | 1 |
| Bright Star                          | 4  | 0 |
| District 9                           | 4  | 0 |
| It Might Get Loud                    | 4  | 0 |
| Public Enemies                       | 4  | 0 |
| Julie & Julia                        | 3  | 1 |
| The Stoning of Soraya M.             | 3  | 1 |
| Der Informant!                       | 3  | 0 |
| Küss den Frosch                      | 3  | 0 |
| Oben                                 | 3  | 0 |

### Bester Film (Drama)
Tödliches Kommando – The Hurt Locker
- Bright Star
- An Education
- The Messenger – Die letzte Nachricht
- Precious – Das Leben ist kostbar
- The Stoning of Soraya M.

### Bester Film (Komödie/Musical)
Nine
- A Serious Man
- Wenn Liebe so einfach wäre
- Julie & Julia
- Der Informant!
- Up in the Air

### Bester Hauptdarsteller (Drama)
Jeremy Renner – Tödliches Kommando – The Hurt Locker
- Colin Firth – A Single Man
- Hugh Dancy – Adam – Eine Geschichte über zwei Fremde. Einer etwas merkwürdiger als der Andere.
- Jeff Bridges – Crazy Heart
- Johnny Depp – Public Enemies
- Michael Sheen – The Damned United – Der ewige Gegner

### Beste Hauptdarstellerin (Drama)
Shohreh Aghdashloo – The Stoning of Soraya M.
- Carey Mulligan – An Education
- Abbie Cornish – Bright Star
- Catalina Saavedra – La Nana – Die Perle
- Penélope Cruz – Zerrissene Umarmungen
- Emily Blunt – Victoria, die junge Königin

### Bester Hauptdarsteller (Komödie/Musical)
Michael Stuhlbarg – A Serious Man
- Daniel Day-Lewis – Nine
- Bradley Cooper – Hangover
- Matt Damon – Der Informant!
- George Clooney – Up in the Air

### Beste Hauptdarstellerin (Komödie/Musical)
Meryl Streep – Julie & Julia
- Zooey Deschanel – (500) Days of Summer
- Marion Cotillard – Nine
- Sandra Bullock – Selbst ist die Braut
- Katherine Heigl – Die nackte Wahrheit

### Bester Nebendarsteller
Christoph Waltz – Inglourious Basterds
- Woody Harrelson – The Messenger – Die letzte Nachricht
- James McAvoy – Ein russischer Sommer
- Alfred Molina – An Education
- Timothy Spall – The Damned United – Der ewige Gegner

### Beste Nebendarstellerin
Mo’Nique – Precious – Das Leben ist kostbar 
- Emily Blunt – Sunshine Cleaning
- Penélope Cruz – Nine
- Anna Kendrick – Up in the Air
- Mozhan Marnò – The Stoning of Soraya M.

### Bester Dokumentarfilm
Every Little Step
- It Might Get Loud
- Die Strände von Agnès
- Die Bucht
- The September Issue
- Valentino: The Last Emperor

### Bester fremdsprachiger Film
La Nana – Die Perle (La nana), Chile

Zerrissene Umarmungen (Los abrazos rotos), Spanien
- Red Cliff (Chi bi), China
- Das weiße Band – Eine deutsche Kindergeschichte, Deutschland/Österreich
- J'ai tué ma mère, Kanada
- Mein Kriegswinter (Oorlogswinter), Niederlande

### Bester Film (Animationsfilm oder Real-/Animationsfilm)
Der fantastische Mr. Fox
- Wolkig mit Aussicht auf Fleischbällchen
- Harry Potter und der Halbblutprinz
- Küss den Frosch
- Wo die Wilden Kerle wohnen
- Oben

### Beste Regie
Kathryn Bigelow – Tödliches Kommando – The Hurt Locker
- Lone Scherfig – An Education
- Jane Campion – Bright Star
- Neill Blomkamp – District 9
- Rob Marshall – Nine
- Lee Daniels – Precious – Das Leben ist kostbar

### Bestes adaptiertes Drehbuch
Geoffrey Fletcher – Precious – Das Leben ist kostbar
- Nick Hornby – An Education
- Neill Blomkamp, Terri Tatchell – District 9
- Nora Ephron – Julie & Julia
- Jason Reitman, Sheldon Turner – Up in the Air

### Bestes Originaldrehbuch
Scott Neustadter, Michael H. Weber – (500) Days of Summer
- Ethan und Joel Coen – A Serious Man
- Jane Campion – Bright Star
- Mark Boal – Tödliches Kommando – The Hurt Locker
- Pete Docter, Bob Peterson – Oben

### Beste Filmmusik
Rolfe Kent – Up in the Air
- Gabriel Yared – Amelia
- Elliot Goldenthal – Public Enemies
- Marvin Hamlisch – Der Informant!
- Michael Giacchino – Oben
- Carter Burwell und Karen Orzolek – Wo die Wilden Kerle wohnen

### Bester Filmsong
The Weary Kind von Ryan Bingham und T Bone Burnett – Crazy Heart
- Cinema Italiano von Maury Yeston – Nine
- I Can See in Color von Mary J. Blige, Raphael Saadiq und LaNeah Menzies – Precious – Das Leben ist kostbar
- We are the Children of this World von Terry Gilliam – Das Kabinett des Doktor Parnassus
- Almost There von Randy Newman – Küss den Frosch
- Down in New Orleans von Randy Newman – Küss den Frosch

### Beste Kamera
Nine – Dion Beebe
- A Serious Man
- Red Cliff
- Inglourious Basterds
- It Might Get Loud
- Public Enemies

### Beste Visuelle Effekte
2012 – Volker Engel, Marc Weigert und Mike Vézina
- Red Cliff
- District 9
- Der fantastische Mr. Fox
- Das Kabinett des Doktor Parnassus
- Transformers – Die Rache

### Bester Filmschnitt
Tödliches Kommando – The Hurt Locker – Chris Innis und Bob Murawski
- 2012
- Red Cliff
- District 9
- It Might Get Loud
- Nine

### Bester Tonschnitt
2012
- Red Cliff
- It Might Get Loud
- Nine
- Terminator: Die Erlösung
- Transformers – Die Rache

### Bestes Szenenbild
A Single Man
- 2012
- Red Cliff
- Public Enemies
- Das Kabinett des Doktor Parnassus
- The Road

### Bestes Kostümdesign
Das Kabinett des Doktor Parnassus – Monique Prudhomme
- Red Cliff
- Chéri
- Nine
- Victoria, die junge Königin

## Gewinner und Nominierte im Bereich Fernsehen
| Serie          | N | A |
| -------------- | - | - |
| Glee           | 5 | 4 |
| Big Love       | 4 | 0 |
| Grey Gardens   | 3 | 2 |
| Into the Storm | 3 | 1 |
| 30 Rock        | 3 | 0 |
| Klein Dorrit   | 3 | 0 |
| Mad Men        | 3 | 0 |

### Beste Fernsehserie (Drama)
Breaking Bad
- Big Love
- Damages
- Good Wife
- In Treatment
- Mad Men

### Beste Fernsehserie (Komödie/Musical)
Glee
- 30 Rock
- How I Met Your Mother
- The Big Bang Theory
- The Flight of the Conchords
- Weeds – Kleine Deals unter Nachbarn

### Beste Miniserie
Klein Dorrit
- Collision
- Diamonds
- Nummer 6
- Wallander
- The Courageous Heart of Irene Sendler

### Bester Fernsehfilm
Grey Gardens
- Endgame
- Into the Storm
- Loving Leah
- Taking Chance
- The Courageous Heart of Irene Sendler

### Bester Darsteller in einer Serie (Drama)
Bryan Cranston – Breaking Bad
- Bill Paxton – Big Love
- Nathan Fillion – Castle
- Gabriel Byrne – In Treatment
- Jon Hamm – Mad Men
- Lucian Msamati – The No. 1 Ladies’ Detective Agency

### Beste Darstellerin in einer Serie (Drama)
Glenn Close – Damages – Im Netz der Macht
- Stana Katić – Castle
- Elisabeth Moss – Mad Men
- Edie Falco – Nurse Jackie
- Julianna Margulies – Good Wife

### Bester Darsteller in einer Serie (Komödie/Musical)
Matthew Morrison – Glee
- Alec Baldwin – 30 Rock
- Jemaine Clement – The Flight of the Conchords
- Stephen Colbert – The Colbert Report
- Danny R. McBride – Eastbound & Down
- Jim Parsons – The Big Bang Theory

### Beste Darstellerin in einer Serie (Komödie/Musical)
Lea Michele – Glee
- Julie Bowen – Modern Family
- Toni Collette – Taras Welten
- Brooke Elliott – Drop Dead Diva
- Tina Fey – 30 Rock
- Mary-Louise Parker – Weeds – Kleine Deals unter Nachbarn

### Bester Darsteller in einer Miniserie oder einem Fernsehfilm
Brendan Gleeson – Into the Storm
- Kevin Bacon – Taking Chance
- Kenneth Branagh – Wallander
- William Hurt – Endgame
- Jeremy Irons – Georgia O’Keeffe
- Ian McKellen – Nummer 6

### Beste Darstellerin in einer Miniserie oder einem Fernsehfilm
Drew Barrymore – Grey Gardens
- Lauren Ambrose – Loving Leah
- Judy Davis – Diamonds
- Jessica Lange – Grey Gardens
- Janet McTeer – Into the Storm
- Sigourney Weaver – Prayers for Bobby

### Bester Nebendarsteller in einer Serie, Miniserie oder einem Fernsehfilm
John Lithgow – Dexter
- Harry Dean Stanton – Big Love
- John Noble – Fringe – Grenzfälle des FBI
- Chris Colfer – Glee
- Neil Patrick Harris – How I Met Your Mother
- Tom Courtenay – Klein Dorrit

### Beste Nebendarstellerin in einer Serie, Miniserie oder einem Fernsehfilm
Jane Lynch – Glee
- Cherry Jones – 24
- Chloë Sevigny – Big Love
- Judy Parfitt – Klein Dorrit
- Vanessa Williams – Alles Betty!